# 史特凡·拉森 (商人)
史特凡·拉森（Stefan Larsson，1974/1975年—）是雷夫·羅倫馬球執行長。

## 早年生活
拉森在芬蘭漢肯經濟學院及瑞典苑學品大學國際商學院取得企業管理碩士雙聯學位。

## 職業生涯
最初，拉森任職於瑞典時裝公司H&M長達15年，從基層一路升任至全球銷售主管，負責管理2,300間店面，造就每年約170億美元的銷售額。在他擔任公司高層的期間，年營收從30億美元增長至170億美元，將營業據點從12個拓展至44個國家。此外，他也負責監督店面的設計及施工。
進入雷夫·羅倫馬球前，拉森曾在2012年10月至2015年9月間擔任蓋璞旗下品牌Old Navy的全球總裁。他讓Old Navy成為蓋璞最賺錢的品牌，獲利連續三年成長，營收更勝過香蕉共和國及蓋璞。拉森藉由提供低價流行服飾的策略，並徹底重組品牌的全球供應鏈，提高產品上市速度，讓Old Navy增加近10億美元的收入。
2015年11月，拉森接下該公司創辦人雷夫·羅倫的執行長職位，羅倫則繼續擔任執行董事長兼創意長。2017年2月，雷夫·羅倫馬球宣布拉森將於5月1日辭去不到兩年的執行長職務。